# Neocordyceps kohyasanensis
Neocordyceps kohyasanensis är en svampart som beskrevs av Kobayasi 1984. Neocordyceps kohyasanensis ingår i släktet Neocordyceps och familjen Cordycipitaceae.   Inga underarter finns listade i Catalogue of Life.